# Hoyerswerdaer SV 1919
Hoyerswerdaer SV 1919 was een Duitse voetbalclub uit Hoyerswerda, Saksen.

## Geschiedenis
De club werd in 1919 opgericht als SV Hoyerswerda 1919. De club speelde in de Neder-Lausitzse competitie, een van de competities van de Zuidoost-Duitse voetbalbond. Nadat deze in 1922 uitgebreid werd speelde de club voor het eerst in de hoogste klasse, in de zwakkere Gau Senftenberg. Na twee seizoenen in de middenmoot werd de club laatste in 1925 en degradeerde. Ook werd de competitie na dit seizoen weer herleid naar één reeks. Nadat de club in 1929 al eens aan de eindronde om promotie deelnam, maar deze niet kon afdwingen slaagden ze hier in 1930 wel in. De club eindigde in het eerste seizoen op een knappe derde plaats achter FC Viktoria Forst en Cottbuser FV 1898. Nadat de club in 1933 vicekampioen werd achter Cottbuser FV mocht de club voor het eerst naar de Zuidoost-Duitse eindronde, waar de club vierde werd.
Na dit seizoen kwam de Nationaalsocialistische Duitse Arbeiderspartij aan de macht en werden de regionale voetbalbonden opgeheven. De ontelbare regionale kampioenschappen werden ontbonden en de Gauliga werd met zestien reeksen de nieuwe hoogste klasse. Bijna alle clubs uit de competitie moesten naar de Gauliga Berlin-Brandenburg, echter omdat Hoyerswerda op dat moment nog tot de provincie Silezië behoorde, mochten zij wel deelnemen aan de Gauliga Schlesien. Met de zware concurrentie van de clubs uit Breslau, Beuthen en Gleiwitz slaagde de club er niet in het behoud te verzekeren.
De club nam de volgende jaren ook niet deel aan de Bezirksliga Niederschlesien, de tweede klasse. Pas in 1942/43 speelde de club daar en werd vicekampioen achter STC Görlitz. Door verdere uitbreiding van de Gauliga promoveerde de club wel. De club eindigde in 1944 vierde op zes clubs.
Na de oorlog werden alle Duitse voetbalclubs ontbonden. De club werd heropgericht als SG Hoyerswerda. Omdat het grootste deel van Silezië aan Polen werd afgestaan kwam Hoyerswerda nu in Saksen te liggen. Van 1947 tot 1950 speelde de club in de Landesliga Sachsen. De club werd een BSG en nam verschillende namen aan waaronder Einheit Hoyerswerda en Aufbau Hoyerswerda. De club was voornamelijk actief in de Bezirksliga Cottbus, een van de vele derde klasses in het Oost-Duitse voetbalsysteem. De club slaagde er niet in om te promoveren naar de DDR-Liga.
Na de Duitse hereniging namen vele Oost-Duitse clubs terug hun historische naam aan en zo werd de naam SV Hoyerswerda 19 aangenomen. In 2001 fuseerde de club met ESV Lok Hoyerswerda tot SpVgg Hoyerswerda 1919. Na nog een fusie in 2007 met Hoyerswerdaer SV Einheit werd de naam Hoyerswerdaer SV 1919 aangenomen.
Op 1 juli 2016 fuseerde de club met FC Lausitz Hoyerswerda tot Hoyerswerdaer FC.